# Сакатепек-де-Идальго
Сакатепек-де-Идальго (исп. Zacatepec de Hidalgo) — город и административный центр муниципалитета Сакатепек в мексиканском штате Морелос. Численность населения, по данным переписи 2010 года, составила 35 063 человек.

## Общие сведения
Название города Zacatepec означает «на травяном холме» на языке науатль (от zaca-tl «трава», tēpe-tl «холм»).  Приставка «Идальго» дана в честь Мигеля Идальго, революционера войны за независимость страны от Испании.
Поселение Сакатепек было основано задолго до колонизации Мексики. Первое упоминание о нём относится к 1437 году, ко времени правления Ицкоатля.